# Dianalund
Dianalund är en tätort i Sorø kommun i Region Själland i Danmark. Tätorten har 4 093 invånare (2024). Den ligger på Själland, cirka 11 kilometer nordväst om Sorø. Dianalund var centralort i Dianalunds kommun fram till kommunreformen 2007.